# الکساندر الکساندروف (بازیکن فوتبال، زاده ۱۹۷۵)
الکساندر الکساندروف (بلغاری: Александър Александров؛ زادهٔ ۱۹ ژانویهٔ ۱۹۷۵) بازیکن فوتبال اهل بلغارستان است.
از باشگاه‌هایی که در آن بازی کرده‌است می‌توان به باشگاه فوتبال بوتو پلوودیو، باشگاه فوتبال قیصریه‌اسپور، باشگاه فوتبال آنکاراگوچو، باشگاه فوتبال کونیااسپور، باشگاه فوتبال لفسکی صوفیه، و باشگاه فوتبال لفسکی صوفیه، اشاره کرد.
وی همچنین در تیم ملی فوتبال بلغارستان بازی کرده‌است.